# Isochariesthes suturalis
Isochariesthes suturalis es una especie de escarabajo longicornio del género Isochariesthes, tribu Tragocephalini, subfamilia Lamiinae. Fue descrita científicamente por Aurivillius en 1914.
Se distribuye por Camerún y Ghana. Mide aproximadamente 6-9 milímetros de longitud.